# Kościół Wniebowstąpienia Pańskiego w Żyrardowie
Kościół Wniebowstąpienia Pańskiego w Żyrardowie – rzymskokatolicki kościół parafialny w Żyrardowie, w województwie mazowieckim. Należy do dekanatu Żyrardów diecezji łowickiej.

## Historia
Budowla powstała jako świątynia protestancka. W 1888 roku pastor z Wiskitek, ksiądz Juliusz Bursche, rozpoczął przygotowania do budowy małego domu modlitwy w Żyrardowie. Jednak już w tym samym roku został przeniesiony do warszawskiej parafii, a jego starania były kontynuowane przez nowego pastora - księdza Rudolfa Gustawa Gundlacha. Na budowę nowej świątyni środki finansowe zostały ofiarowane przez ówczesnego dyrektora żyrardowskich zakładów Karola Dittricha, a także przez robotników fabrycznych. Zebrane fundusze oraz pomoc i zaangażowanie parafian pozwoliło na zakończenie w 1898 roku budowy świątyni, która została zaprojektowana i wybudowana w stylu neogotyckim. Uroczyście kościół został poświęcony w dniu 25 września tego samego roku przez superintendenta generalnego księdza Karola Gustawa Manitiusa. W czasie poświęcenia świątynia otrzymała imię Wniebowstąpienia Pańskiego. Po II wojnie światowej, w dniu 3 sierpnia 1969 roku świątynia została przekazana przez parafię ewangelicko-augsburską na rzecz Skarbu Państwa z przeznaczeniem na archiwum. W marcu 1976 roku kościół został kupiony przez parafię rzymskokatolicką. W dniu 27 marca tego samego roku budowla została poświęcona jako kościół katolicki przez księdza prymasa Stefana Wyszyńskiego.

## Architektura i wyposażenie

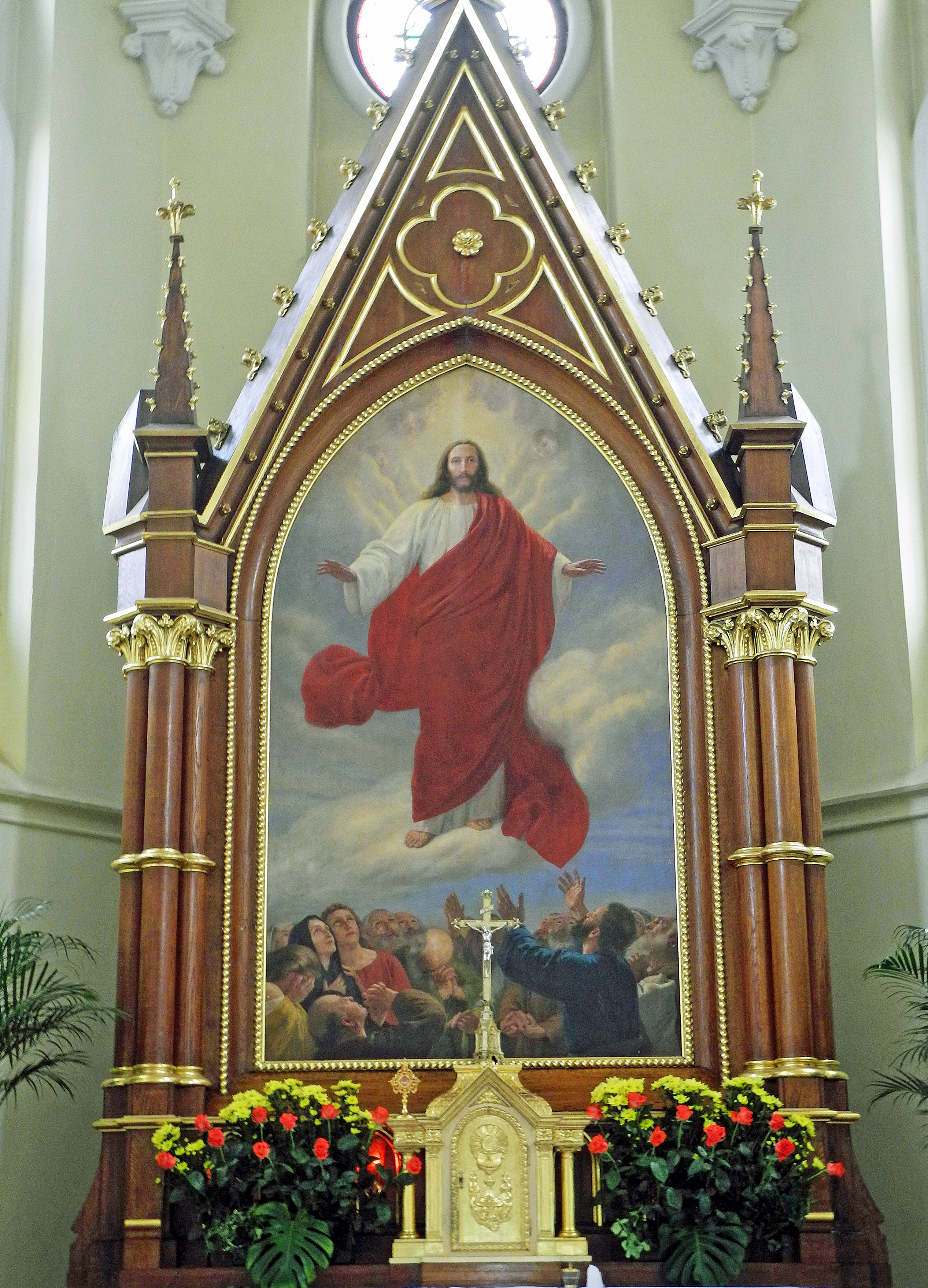
Obraz "Wniebowstąpienie Pańskie" autorstwa Augusta Frinda

Świątynia została wzniesiona według projektu Pawła Hosera. Jest to wysoka, strzelista, budowla reprezentująca styl neogotycki, murowana, wzniesiona z radziejowickiej cegły, posiadająca nawę prostokątną i prezbiterium wyższe, jednoprzęsłowe, zamknięte trójbocznie, od wschodu mieści się czworoboczna wieża, o dwóch kondygnacjach, zwężająca się ku górze, zakończona jest trójkątnymi szczycikami, pokryta jest ostrołukowym hełmem nakrytym blachą. Dach dwuspadowy jest nakryty blachą. W ołtarzu głównym znajduje się obraz "Wniebowstąpienie Pańskie" namalowany w Monachium przez Augusta Frinda na zlecenie Karola Dittricha.